# قشلاق اغداش بیگلر
قشلاق اغداش بیگلر یک روستا در ایران است که در استان اردبیل واقع شده‌است. قشلاق اغداش بیگلر ۴۸ نفر جمعیت دارد.